# Inoue Orihime
Inoue Orihime (井上 織姫; Hepburn: Inoue Orihime) Kubo Tite Bleach című manga- és animesorozatának egyik főszereplője. A sorozatban egy középiskolás diáklány, aki a főhős, Kuroszaki Icsigo osztálytársa és barátja. Mint Icsigo többi barátja, Orihime is rendelkezik saját szellemi erőivel, melyek gyorsan megmutatkoznak, miután Icsigo halálisten lesz. A történet során Orihime tudomást szerez Icsigo halálisteni küldetéséről, és úgy dönt, hogy vele tart, amikor elmegy a Lelkek Világába, hogy megmentse Kucsiki Rukiát. Orihime komoly érzelmeket táplál Icsigo iránt, melyek a sorozat előrehaladtával egyre mélyebbé válnak, de nehézségekbe ütközik, hogy kimutassa őket. Ezek az érzései azonban már a történet kezdetétől fogva nagy hatással lesznek cselekedeteire és sorozatbeli fejlődésére.
Orihime a sorozat elején meglehetősen mókás és ügyetlen szereplőnek mutatkozik. Lidérccé változott bátyjával való találkozása és Icsigo iránti érzéseinek mélyülése következtében azonban komoly, felelősségtudó és odaadó jellemvonásai is megjelennek. Orihime emellett a sorozat egyik humorforrása is, ami szokatlan hóbortjainak és testi adottságainak köszönhető. Megítélése a különböző publikációkban eltér; míg Carl Kimlinger „ügyefogyottnak”, addig Ramsey Isler „örökkön édesnek” nevezi.
A manga- és animesorozatok mellett Orihime megjelenik még a Bleach alapján készült videójátékokban és animációs filmekben is. Rendkívül népszerűvé vált a mangaolvasók és animerajongók között, magasan áll a Bleach szereplőinek népszerűségi listáján. Népszerűségének köszönhetően számos őt mintázó reklámtermék, köztük plüssfigurák, kulcstartók és egyéb figurák is készültek. A mangáról és animéről szóló publikációk többnyire dicsérően írnak Orihime jelleméről, vonásairól és sorozatbeli fejlődéséről.

## A szereplő megalkotása és az alapelgondolás
A manga megalkotója, Kubo Tite megállapítása szerint Icsigo mellett Orihime arcát volt a legnehezebb megrajzolni, a sorozatbeli fontosságára való tekintettel ezért sokat gyakorolta a szereplő megrajzolását. Amikor Kubót megkérték, hogy készítsen karácsonyi plakátot a Bleach egy női szereplőjével, először Rukiára gondolt, később változtatta meg Orihimére, mivel őt sokkal szimpatikusabbnak találta erre a feladatra. Orihime a Lelkek világa fejezet után a második női főszereplővé vált, ebből kifolyólag más Súkan Sónen Jump sorozatokban, illetve különleges „Sónen Jump” plakátokon is a központba került. Az „Orihime” név egy ősi japán meséből, a Tanabatából származik, amely a Tanabata ünnep alapjául is szolgál. A manga első kötetének egyik borítóján Orihime nevét „Vegá”-ra változtatták, ami szintén a Tanabata-történetre utal. Vegát, az északi félteke egyik csillagát Orihimével, a Tanabata legenda hercegnőjével azonosítják.
Kubo Titét egy interjúban arról kérdezték, hogy Orihime és Icsigo barátságát szeretné-e többé tenni a történet előrehaladtával. Kubo azt válaszolta, hogy már rengetegszer tették fel neki ezt a kérdést, de semmiképp sem szeretne a Bleachből egy szerelmes történetet csinálni, mivel sokkal izgalmasabb jellemvonásokkal is rendelkeznek a szereplők és „mást is tehetnek ahelyett, hogy románccá alakul kapcsolatuk”.
Az eredeti animesorozatban Macuoka Juki személyesíti meg, akinek alakítását díjazták a 2007-es Szeijú Awardson. Az angol nyelvű változatban a távol-keleti származású Stephanie Sheh, míg a magyar nyelvű változatban a nagy „animés múlttal” rendelkező Bogdányi Titanilla kölcsönzi a hangját.

## A szereplő ismertetése

### Múltja
Orihime és 15 évvel idősebb bátyja, Szora egy alkoholista apa és egy prostituált anya mellett nőttek fel. Amikor Szora 18 éves lett, megelégelte a „családi” légkört, és elmenekült Orihimével, aki akkor hároméves volt, és felnevelte őt. Nem tudni, hogy élnek-e még a szülei. Hat évig boldogan éltek együtt, annak ellenére, hogy Orihimét csúfolták az iskolában a szokatlan hajszíne miatt. Szora adott neki egy hajcsatot, de nem viselte, mert túl gyerekesnek tartotta. Egy nap Szora súlyosan megsérült egy autóbalesetben, és életét vesztette a Kuroszaki klinikán. Ettől fogva viseli Orihime a hajcsatjait. Egy évvel a tragédia után találkozott Ariszava Tacukival, aki megvédte őt a kötekedő társaitól és örökre jó barátok lettek.

### Kapcsolatai és személyisége
Orihime hosszú, fényes, narancssárga hajat visel, csatokkal a fülei mögött, melyeket hajtűkkel erősít meg. Szinte sosem veszi le ezeket a hajtűket, mivel ezekben hordja bátyja emlékét és a spirituális energiáját, a Hat virágpajzsot. A haját kibontva hordja és sosem vágja le, mert ez jelképezi a barátságát és tiszteletét Tacuki iránt. A legfeltűnőbb testi vonása kamaszkora ellenére meglepően fejlett alakja. Nagy mellei gyakran szolgálnak viccek forrásául a sorozatban. Egy komikus jelenetben, amikor Orihime együtt ebédelt barátnőivel, Tacuki megkérdezte tőle, hogyan lehet az, hogy ilyen sok kalóriadús ételt eszik és mégis jó alakja van, mire egy másik lány azt válaszolta, hogy mind a mellére megy. Orihime meglehetősen keményfejű, s ezt gyakran megszenvedik társaik. A színes mangában barna, az animében lilászöld színű szeme van.
Orihime barátságos, a maga módján humoros, gyengéd és kedves. Gondoskodó személyiségű, Juzuhoz hasonlóan. Kitűnő tanulmányi eredménye dacára sokszor naiv, bután és bolondosan viselkedik, főleg ha Icsigóval találkozik. Ennek ellenére Tacuki szerint Orihime a fekete öves karatét sodan (első) szinten teljesítette, amikor közösen edzettek. Szembetűnően reménytelen eset, ha technológia közelébe kerül: még egy mobiltelefon használatához sem elég ügyes, ezért nincs is neki. Nagyon szereti az ázsiai virágmintás ruhákat. Orihime főzési stílusa meglehetősen rémes, undorítóan vagy szokatlanul főz, az ételei egyáltalán nem ízletesek, ami szintén gyakori humorforrás a sorozatban. Csupán Macumoto Rangiku és Cukabisi Tesszai találták ízletesnek a főztjét. A kedvenc étele a vörösbabkrém és a vajjal bekent édesburgonya. Orihime gyakran gondolkozás nélkül cselekszik vagy „zöldségeket” hord össze, ezért sokszor hozza magát kellemetlen helyzetekbe. Gyakran álmodozik tátott szájjal bambulva, nagy képzelőereje van, sokszor véletlenszerű helyzetekben kezd el fantáziálni Icsigóról vagy hogy bokszbajnokká válik és kioszt néhány pofont. Amikor a jövőbeli elképzeléseiről kellett portrét rajzolnia az iskolában, pusztító robotnak ábrázolta magát.
Orihime már a sorozat elején bensőséges érzelmeket táplál Icsigo iránt, amely szerelemmé válik és egyre mélyebb lesz a sorozat folyamán. Ezeket az érzéseit már felfedte Macumoto Rangiku és Icsigo előtt is, bár utóbbi akkor éppen aludt. Féltékeny Icsigo és Rukia kapcsolatára, de ennek ellenére jó barátságot és együttműködést alakít ki Rukiával. Kiteljesedő szerepénél fogva, Orihime felhagy kezdeti bolondozásaival, és több figyelmet fordít hiányosságainak és belső zűrzavarának leküzdésére. Tudja, milyen érzés egyedül lenni, Icsigóhoz hasonlóan ő is erősebbé szeretne válni, hogy megvédhessen másokat.
Orihime különös hatást gyakorolt Ulquiorra Ciferre Las Nochesben töltött napjai alatt. Ulquiorra képtelen volt felfogni az emberi szív értelmét, Orihime lelki összetörését, ezért kérdezgette erről, mikor egyedül voltak. Később Icsigóval vívott harca alatt Icsigo úgy nyilatkozott Ulquiorráról, hogy „sokkal emberibbé vált”, mely megvilágítja Orihime empatikus jellemének befolyását Ulquiorra saját érzelmi kapacitására. Halála előtt Ulquiorra megfogja Orihime kezét, akinek viszonzott gesztusán keresztül rátalál saját emberi szívére.

### A sorozatban való szereplésének áttekintése
Miután Kuroszaki Icsigo Kucsiki Rukia erejének elvételével halálisten lesz, és Orihime előtt megjelenik lidérccé változott bátyja, előjön spirituális képessége, a Sun Sun Rikka, amely hat tündérszerű lényből áll, akik a Szorától kapott hajcsatjában laknak. A későbbiekben Orihime ezeket a manókat használja harc közben. Akkor szerez róluk tudomást, amikor Isida Urjú számtalan lidércet csalogat Karakura városba, hogy versengjen Icsigóval, ki tud többet legyőzni. Orihimére és társaira is rátámad egy lidérc, aki átveszi felettük az irányítást. A könnyek közt vergődő Tacukit látva, Orihime úgy dönt, most ő menti meg Tacukit, hogy viszonozza barátságát. Ekkor jön elő teljesen véletlenül a hat tündér, akik segítségével legyőzi a lidércet és megmenti társait. Miután Rukiát visszaviszik a Lelkek Világába és halálra ítélik, Orihime is csatlakozik társaihoz, hogy megmentsék őt. Joruicsi komoly edzésnek veti alá őket, hogy felvehessék a harcot a náluk jóval erősebb halálistenekkel, és Orihime megtanulja tudatosan előhívni a Hat virágpajzsot. A Lelkek Világában a csapat szétválik, és Orihime társa Urjú lesz. Első ellenfelük Ikkanzaka Dzsiróbó lesz, aki ellen megmutatkoznak Orihime békeszerető jelleméből adódó hiányosságai, ezután próbálják kerülni a harcot. Orihime ötletére elveszik két halálisten egyenruháját, akiket Orihime puszta kézzel győz le. Mint kiderült, Tacuki alapos edzésnek vetette alá, megtanult egy fekete öves karatéhoz hasonló harcművészetet. Aramaki Makizó azonban leleplezi őket és foglyul ejti Orihimét, amíg Urjú kénytelen megküzdeni Kurocucsi Majurival. Orihimét a 11. osztaghoz viszik, de a kapitány, Zaraki Kenpacsi az oldalukra áll, s elindulnak Rukiáért, közben kiszabadítják a többi elfogott társat. Rukiát sikeresen megmentik, de már nem tudják megállítani az áruló Aizen Szószukét, a kivégzés kitervelőjét, aki elmenekül Hueco Mundóba. Ezután Icsigóék visszatérnek az élők világába.
Az animében Orihimét meglátogatja halott bátyja, Szora, és megnyugtatja, hogy sikeresen eljutott a Lelkek Világába, ahol a lelke békére lelt. Rövidesen megjelenik három fura alak, akik egy, a Pokol kapujához hasonlító portált nyitnak meg, amely beszippantja Orihimét. Vezetőjük, egy szőke kislány, feladatokat ad Icsigóéknak, amiket meg kell oldaniuk, hogy kiszabadítsák Orihimét. Egyre bonyolódnak az események, míg végül kiderül, hogy Kiszuke tesztelte képességüket három új módosított lélekkel, Lilinnel, Clouddal és Novával. Hamarosan azonban igazi ellenségek bukkannak fel: a bountok. Orihime segítőtársa Claude lesz, akit egy fura füles plüssbábuba rak. Orihime először Icsigónak segít megmenteni a harcképtelenné vált Urjút, akit elfogtak a bountok, majd Rukiával marad, akivel kénytelen megküzdeni, amikor Mabasi Riz nevű bábja megszállja őt. Orihime képes lesz elég motivációt adni Rukiának, hogy felülkerekedhessen a bábon. Később csatlakozik a barátaihoz, amikor a bountok megtámadják a Lelkek Világát. Orihime a harcok alatt főként gyógyítással foglalkozik.
Kicsivel később az arrankarok megkezdik Karakura város lerohanását. Megjelenik két espada: Yammy Riyalgo és Ulquiorra Cifer. Orihime Csaddal Tacuki megmentésére siet, aki az espadák közelében tartózkodott, amikor megérkeztek. A Yammy Riyalgóval vívott harcban Orihime Sun Sun Rikkájának a támadó „komponense”, Cubaki elpusztul, ezért nem segíthet a további harcokban. Ez kicsit szomorúsággal tölti el, viszont örül annak, hogy így nem lesz terhére Icsigónak. Azonban a vaizard Usóda Hacsigen, akivel Orihime rögtön jó barátságot alakít ki, képes lesz feltámasztani Cubakit, így Orihime elmegy a Lelkek Világába, hogy felkészüljön a következő támadásra Rukiával. A két világ közötti úton Ulquiorra Ciferrel találkozik, aki megfenyegeti, hogy megöli a barátait, ha nem megy el vele Hueco Mundóba. Orihime beletörődik helyzetébe, elfogadja és önként vele tart. Lehetőséget kap, hogy búcsút vegyen egy barátjától, természetesen Icsigót választja, akinek – bár éppen alszik – kimutatja érzéseit, elég közel hajol hozzá, hogy megcsókolja, de már nem lesz rá képes. Orihime utolsó szavait egy jegyzetfüzetbe írja le: „Viszlát, boldog szép napok.”
Las Nochesbe való megérkezés után Aizen Szószuke, az arrankarok jelenlegi vezetője, arra kéri Orihimét, hogy mutassa meg a képességeit Grimmjow karjának meggyógyításával. A megfélemlített Orihimét egy szerény szobába vezetik, ahol új arrancar-egyenruhát kap. Később Aizen felfedi igazi célját előtte, arra kéri, hogy a Sun Sun Rikkát használva javítsa meg a Hógjokut, mely szükséges az arrancarok teremtéséhez és az ő uralkodói tekintélyének megszerzéséhez. Orihime úgy dönt, hogy az erejét felhasználva inkább elpusztítja a gömböt, de mielőtt megvalósíthatta volna a tervét, Icsigóék megérkeznek Hueco Mundóba, hogy megmentsék őt. Tudomást szerez a történtekről Ulquiorrától, aki közli vele, hogy a barátainak esélyük sincs, és csak bolondok jönnek úgy Hueco Mundóba, hogy nincsenek tisztában a képességeikkel. Ettől Orihime összetörik és sírni kezd. Jelenlétét sem fogadja mindenki szívélyesen, Loly és Menoly nem nézi jó szemmel, hogy Aizen ekkora fontosságot tanúsít neki, így többször is megkínozzák és megpróbálják megölni. Első alkalommal Grimmjow lép közbe, hogy viszonozza a szívességet, hogy Orihime meggyógyította a karját, és elviszi a sérült Icsigóhoz és arra kéri, gyógyítsa meg, hogy egy igazi csatát vívhasson vele. Icsigo kemény harcot vív Grimmjow-val, de Orihime biztatása erőt ad számára, így képes lesz legyőzni. Ezután Orihime és Icsigo barátaik megkeresésére indulnak, de Nnoitra Jirugával keverednek harcba, akinek a fracciónja, Tesla elfogja Orihimét. A csata eldől, amikor megjelenik Zaraki Kenpacsi, legyőzni Teslát, majd Nnoitrát is. Orihime meg akarja gyógyítani Kepacsi sebeit, de Coyote Starrk megállítja és Aizen elé viszi. Aizen igazi tervére fény derül, mindig is az volt a célja Orihime elrablásával, hogy azzal Hueco Mundóba hívja a halálisteneket, és addig elpusztíthatja a védtelen Karakura várost. Aizen azonban hátrahagyja Orihimét, aki csatlakozhat a barátaihoz, de még közte és Icsigo között ott áll Ulquiorra, akik csatájának szemtanúja lesz.
Orihime próbál segíteni a kimerült Icsigónak az Ulquiorrával való küzdelemben, de Loly és Menoly újból kínozni kezdik, elszaggatják a ruháját és ki akarják tépni a szemét, majd Yammy is megérkezik, aki meg akarja őt ölni. Icsigo nem tud neki segíteni, de időközben Urjú is a helyszínre ér, akit Icsigo arra kér, hogy az élete árán is védje meg Orihimét. Az egyenlőtlen küzdelemben Icsigo teljesen kimerül, Ulquiorra közli Orihimével, hogy most láthatja annak az embernek a halálát, akibe minden reményét belevetette, majd ceroval egy hatalmas lyukat üt Icsigo mellkasába, és Urjút is könnyen legyőzi. Orihime pánikba esik, gyógyítani próbálja Icsigót, de semmi hatást nem tapasztal. Icsigo meghallja Orihime hangját, s mint lidérc-Icsigo veszi fel a harcot, de valójában egy új lidércszintet ért el, ebben a formájában győzi le Ulquiorrát. A csata után Orihime hátramarad Las Noches dómjának tetején, hogy meggyógyítsa Urjú sebeit.
Miután Icsigo Aizen Szószukét is legyőzte, a barátai, köztük Orihime, a helyszínre sietnek, hogy segítsenek a kimerült Icsigónak, majd visszatérnek az élők világába.

### Képességei és készségei

Orihime képessége a Sun Sun Rikka, a sors elutasítása.

Orihime ereje a Hat virágpajzsban (盾舜六花; Sun sun rikka; Hepburn: Shun shun rikka, ’A pajzsos hibiszkusz hat virága’) rejlik, mely hat tündérszerű lény, akik a hajcsatjában tartózkodnak.
Mindegyik tündér más megnyilvánulása Orihime szellemének, mindegyik eltérő megjelenésű és személyiségű, és mindegyik egy virág nevét viseli. Orihimének kezdetben varázsigére volt szüksége, hogy használja technikáit, ám később az edzések után már a gondolataival is képes lesz irányítani őket. A varázsige egyébként a szükséges tündérek neveinek kimondásából állt, majd ezt követte a technika neve és a varázsige: vatasi va kiozecu szuru (私は拒絶する); én ezt elutasítom (Példa: Krizantém, Mályva, Lily, hármas védőpajzs, ezt én elutasítom.) Orihime erejének egyetlen gyenge pontja a magabiztosságában rejlik, ugyanis az önbizalomhiány gyengítheti vagy meghiúsíthatja a technikáit. A Hat virágpajzs megnyilvánulása négyféle lehet, hármas védőpajzs, hasító pajzs, fordított pajzs és siten kósun.
A hármas védőpajzs (三天結盾; szanten kessun; Hepburn: santen kesshun, ’mennyei hármas pajzs’) Orihime védekező technikája. Varázsigére három tündér, Lily, Hinagiku és Baigon egy háromszög alakzatot vesz fel, és egy mindent visszaverő pajzsot képez. Mivel a pajzs elhárít minden negatív hatást, s légzsákszerűen működik, ezért Orihime képes megvédeni a körülötte lévőket is. Ezen képessége a sorozat folyamán fejlődik, még Ulquiorra Cifer támadását is kivédte és megvédte Icsigót. Annak ellenére, hogy a pajzs megrepedt, hőstettet hajtott végre.
A hasító pajzs (孤天斬盾; koten zansun; Hepburn: koten zanshun, ’mennyei vágópajzs’) Orihime támadó technikája. A varázsige megidézi Cubakit, aki egy keskeny pajzsot képez, mely az anyagot két irányba téríti el, gyakorlatilag kardként vágja át ellenfeleit. Azonban, ha Cubaki elpusztul, Orihime nem használhatja ezt a technikát, míg Cubaki újra életre nem kel. A koten zansun a legkevésbé hatásosabb technikája, de nem valamilyen erőhiány, hanem Orihime békeszerető természete miatt. Miután a technikai eljárása (az ellenfél kettévágása) változtathatatlanul halálos kimenetelű, Orihimének nagy akaraterőre és gyilkos szándékra van szüksége, hogy működjön, ennélfogva egy erős ellenség blokkolhatja a támadást.
A fordított pajzs (双天帰盾; szóten kissun; Hepburn: sōten kisshun, ’mennyei gyógyító ikerpajzs’) Orihime gyógyító technikája, mely túltesz egy egyszerű gyógyításnál. Varázsigére megjelenik két tündér, Ajame és Sunó, és egy félovális pajzsot képez, ami vagy aki körül Orihime szeretné. Amíg a pajzs aktív, elhárít minden sérülést maga körül. Lényegtelen, hogy a sérülés milyen súlyos és hogy élő vagy élettelen dolgon alkalmazzák, a pajzs minden sérülést meggyógyít, illetve kijavít helyben és időben visszafelé haladva a sérült területen, visszaállítva az eredeti állapotokat. Még a halottakat is feltámasztja. Minél súlyosabb a sérülés, annál tovább tart a művelet, és attól is függ, hogy élőn vagy élettelenen alkalmazzák. A technika végrehajtásához Orihimének szüksége van a gyógyítani kívánt test valamely részére. Cubakit azért nem tudta meggyógyítani, mert túl kicsi részekre esett szét egy küzdelem során. Ezen képessége iránt érdeklődött Aizen Szószuke is, szerinte még az „istenek hatalmát is megszentségteleníti”.
A siten kósun (四天抗盾; Hepburn: shiten kōshun, ’négy mennyei elutasító pajzs’) technikát azután fejleszti ki Orihime, hogy Icsigo elvesztette halálisteni erejét. A technika elsőre a hármas védőpajzsra hasonlít, Orihime egy háromszög, pontosabban piramis alakú pajzsot állít fel, azonban Cubakit a piramis csúcsába állítja. Ha a pajzsra lesújtanak, az visszafordítja a támadást egy koncentrált kitörés formájában az ellenfél támadásának ellenkező irányába. Mivel a pajzs a támadás erejét fordítja vissza és nem magát a támadást, így közelharci támadások visszafordítására használható.

#### A Hat virágpajzs „tündérei”
Ajame (あやめ) (Nőszirom; magyar szinkron: Írisz): Ajame egy félénk lánytündér, akinek a testét nála nagyobb ruha fedi. Súnóval együtt gyógyít.

Az eredeti animében Ajame hangját kölcsönző szeijú Szakuragava Tomoe, angol szinkronhangja Philece Sampler.
Baigon (梅巌) (Japán kajszibarack; magyar szinkron: Mályva): Baigon egy kopasz férfitündér, akinek az arcát maszk takarja. Lilyvel és Hinagikuval pajzsot állít a támadások kivédésére.

Az eredeti animében Baigon hangját kölcsönző szeijú Janada Kijojuki, angol szinkronhangja Liam O’Brien.
Hinagiku (火無菊) (Százszorszép; magyar szinkron: Krizantém): Hinagiku egy férfitündér, aki egy nagy szemkötőt visel, mely szarvban végződik. Lilyvel és Baigonnal pajzsot állít a támadások kivédésére.

Az eredeti animében Hinagiku hangját kölcsönző szeijú Kisio Daiszuke, angol szinkronhangja Kirk Thornton.
Lily (リリィ) (Liliom; magyar szinkron: Lily): Lily egy lánytündér, aki fényes, rózsaszín hajat, átlátszó sárga védőszemüveget és kék fürdőruhát visel. A popsiján egy tetoválás van. Baigonnal és Hinagikuval pajzsot állít a támadások kivédésére.

Az eredeti animében Lily hangját kölcsönző szeijú Kugimija Rie, angol szinkronhangja Kate Higgins.
Sunó (舜桜) (Orvosi zilíz; magyar szinkron: Jázmin): Sunó egy kedves fiútündér, aki copfot visel. Általában csak ő és Cubaki beszél Orihiméhez. Ajaméval együtt gyógyít.

Az eredeti animében Sunó hangját kölcsönző szeijú Noda Dzsunko, angol szinkronhangja Dorothy Elias-Fahn.
Cubaki (椿鬼) (Kamélia; magyar szinkron: Nárcisz): Cubaki egy forróvérű, nagyszájú férfitündér, aki a Hat virágpajzs egyetlen támadó tündére. Gyakran megtámad másokat, ha felidegesítik, beleértve Orihimét is. Támadás közben könnyen megsérülhet, mivel ekkor nem képes védekezni az ellentámadások ellen. Orihime dühe és gyilkos szándékai erősebbé teszik, de félénk természete kontrollálja Cubaki erejét. Cubaki egyszer már megsemmisült, mikor a 10. Espada, Yammy Riyalgo apró darabokra törte. Mivel túl apró darabokra esett szét, ezért Orihime nem találta meg azokat, s nem gyógyíthatta meg őt. Csak később, Hachi segítségével tudta újra feltámasztani.

Az eredeti animében Cubaki hangját kölcsönző szeijú Morikava Tosijuki, angol szinkronhangja Wally Wingert.

## Megjelenése a manga- és animesorozaton kívül

A „Loituma lány”.

Orihime a Bleach rajongótáborán kívül is hírnevet szerzett, köszönhetően egy rövid kis animációnak, a Loituma lánynak, melyben Orihime egy póréhagymát pörget. Az öt képkockából álló animáció az anime második epizódjából származik. Először a Loituma finn népi zenekar „Ievan Polkka” című számának a háttéraláfestéseként mutatták be, innen származik a Loituma lány elnevezés. Orihime kisebb szerepet játszik két Bleach-filmben, a Bleach: Elveszett emlékek és a Bleach: A gyémántpor lázadás című egész estés mozifilmekben, illetve játszható karakter számos videójáték adaptációban, mint a Heat the Soul videójáték-sorozatban. A Bleach Beat Collection Season 2 lemezén ő kapta a főszerepet egy szólóénekben, a „La La La”-ban és a „Holy Fight” duettben Kucsiki Rukia mellett.

## Kritikák és a szereplő megítélése

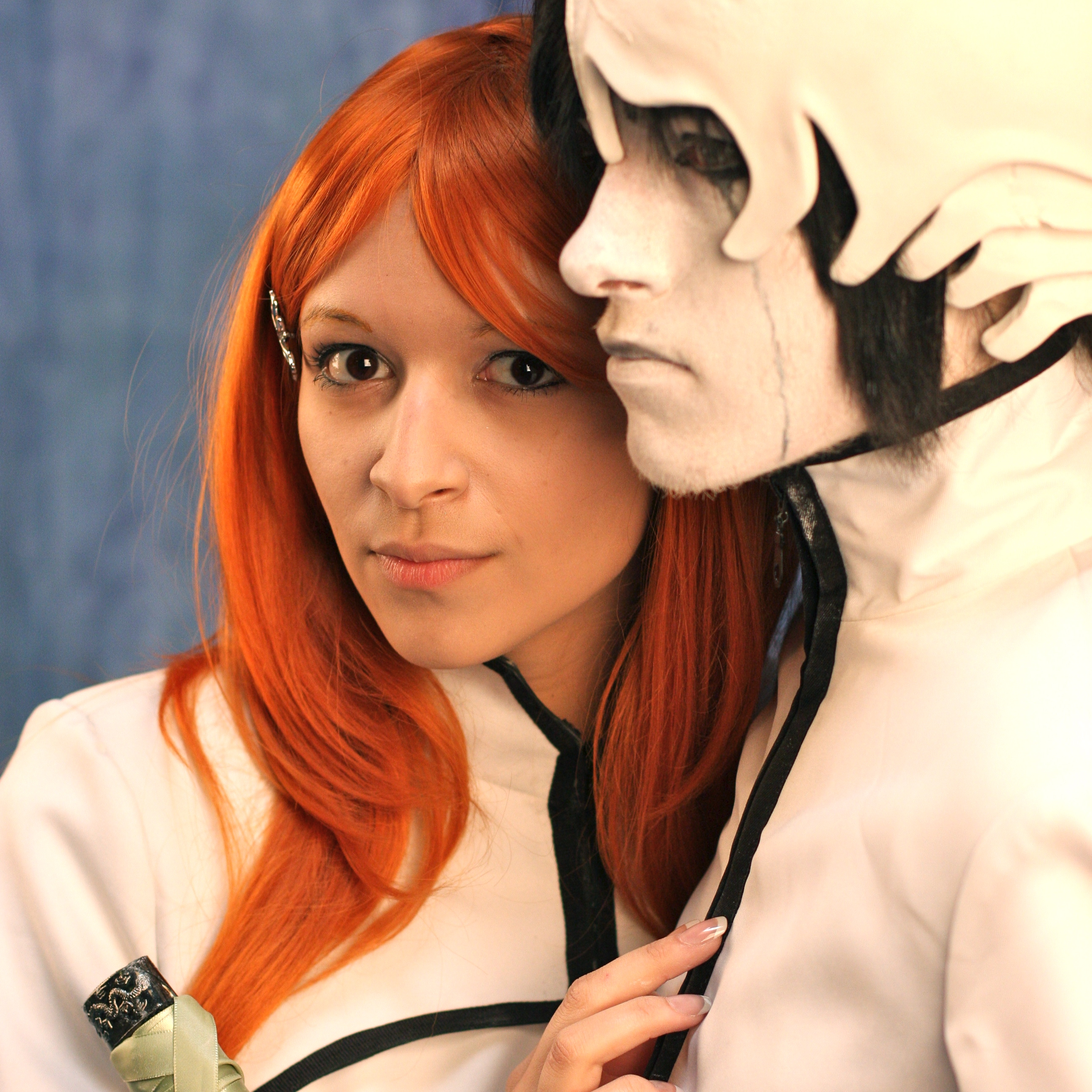
Orihimét és Ulquiorrát imitáló cosplayjelmezesek

A mangáról és az animéről sokféle publikáció jelent meg, melyek dicsérték Orihime vonásait és fejlődését. Jarred Pine-nak, a Mania Entertainment írójának tetszett Orihime fejlődése a manga első fejezetében, mivelhogy a lidérccé változott bátyjával való összecsapása „több dimenziót” adott a szereplőhöz, mely megváltoztatta a kezdetben róla alkotott „bögyös cicababa” képet. Carlos Santos, az Anime News Networktől, egy tipikus szereplőnek találta. Megjegyezte, hogy mint minden szereplő, ő is nagyon érdekes volt jellemének és annak köszönhetően, hogy hatalmát „divatkellékek” által használja. Carl Kimlinger a második évad kapcsán jegyezte meg, hogy „Orihime növekvő segítségre szorulása, ami egyre nyilvánvalóbb hóbortos külseje ellenére is, szomorkás alapot biztosít Isidával közös jeleneteihez, melyek közül a legemlékezetesebb nem egy harc, hanem egy rég várt viszontlátás.” D. F. Smith, az IGN-től, panaszkodott azokra az alkalmakra, amikor Orihime csatlakozik a barátaihoz, hogy megmentse Rukiát, mivel a legtöbb ilyen jelenet nevetséges és az unalomig ismételt volt. Ramsey Isler (szintén IGN) „örökkön édesnek” nevezi Orihimét, szerinte több összetettséget és érzelmi töltetet ad a sorozat „Gyenge vagyok, erősebbé kell válnom!” témájához, emellett ellentéte a „legényes férfiak” egymással viaskodó táborának. Hacsival való találkozását jól kidolgozottnak találja, szerinte „a mézesszájú nagy alak nagyszerű kiegészítést ad Orihime jelleméhez.” Ramsey Isler kitért arra is, hogy Orihime cselekedetei „mindig jól megjósolhatók, agyafúrtak és a kis történetecskéi a legrokonszenvesebb és legmegszerethetőbb szereplővé teszik.”
Orihime alakját az olvasók már a mangából megkedvelték, ötödik helyet ért el az első népszerűségi szavazáson. A második alkalommal nem került be az első tíz helyre (12. lett), de a harmadikon tizedik, az azt követőn pedig nyolcadik helyezést ért el, Kira Izurut 123 szavazattal felülmúlva. Orihime népszerűségére való tekintettel sokféle őt ábrázoló termék jelent meg, mint plüssfigurák, kulcstartók és bábuk, még jellegzetes hajcsatjai is kaphatók cosplayhez.
Az első Szeijú Awardson, 2007 márciusában Macuoka Juki a „Legjobb mellékszerep színésznője” kategóriában a győztesek között volt Orihime megszemélyesítéséért. Stephanie Sheh, Orihime angol hangja az egyik legjobb szinkronszínészként kapott díjat Carl Kimlingertől. Kimlinger egyébként egyik kritikájában úgy nyilatkozott, hogy Sheh „Orihiméje csemege, bármennyire is sánta a párbeszéde”. Carlos Alexandre, a popcultureshock.com-tól szintén értékelte Sheh munkáját, megjegyezte, hogy jól visszaadja Orihime „pezsgő” egyéniségét.

## Fordítás
Ez a szócikk részben vagy egészben az Orihime Inoue című angol Wikipédia-szócikk ezen változatának fordításán alapul.  Az eredeti cikk szerkesztőit annak laptörténete sorolja fel. Ez a jelzés csupán a megfogalmazás eredetét és a szerzői jogokat jelzi, nem szolgál a cikkben szereplő információk forrásmegjelöléseként.